# Даудов, Марат Магомедович
Мара́т Магоме́дович Дау́дов (укр. Марат Магомедович Даудов; род. 3 августа 1989, Ворошиловград) — украинский футболист, полузащитник

## Игровая карьера
Воспитанник луганского футбола. После завершения обучения играл в дубле «Зари». В 2007 году пол сезона провёл в аренде в алчевской «Стали». Среди «сталеваров» Даудов был основным игроком команды, заполняя вакансию юноши 1989 года рождения, который по регламенту соревнований должен был присутствовать на поле в каждой из команд первой лиги. Всего в алчевском клубе 18-летний футболист провёл 15 игр, забил 1 гол. В 2008 году луганский тренер «Гелиоса» Юрий Погребняк пригласил молодого футболиста в свою команду. В «Гелиосе» со временем стал одним из ключевых игроков, в сезоне 2009/10 вместе с Юрием Фоменко был лучшим бомбардиром команды. В том сезоне 20-летний футболист забил 7 голов и отдал 5—7 результативных передач.
В феврале 2012 года Даудов подписал контракт с клубом «Нефтяник-Укрнефть». За время, проведённое в ахтырском клубе, неплохо проявил себя на левом фланге полузащиты. За год сыграл 31 матч, забил 4 мяча и отдал 2 результативные передачи. В декабре того же года после истечения срока контракта он покинул клуб в статусе свободного агента. После этого проходил просмотр в «Севастополе». Заключил контракт с перволиговым ФК «Сумы». Через полгода был приглашён в запорожский «Металлург», который тренировал Сергей Пучков. По итогам проведённого с командой турецкого сбора была достигнута принципиальная договоренность о подписании полноценного контракта, но футболист в Запорожье не остался.
Зимой 2014 года проходил просмотр в солигорском «Шахтёре», но не произвел должного впечатления на тренерский штаб белорусской команды и покинул расположение горняков. Продолжил карьеру в ФК «Полтава».
Летом 2014 года Даудов заключил контракт с клубом армянской Премьер-лиги «Гандзасар», который к тому времени тренировал Сергей Пучков. В первой половине чемпионата Армении футболист провёл 14 матчей (из 15-ти командных), отличившись в них двумя голами и 6-ю результативными передачами. В «Гандзасаре» играл на позиции как левого полузащитника, так и правого полузащитника. Во время зимнего перерыва в чемпионате тренер Пучков покинул армянский клуб. Вслед за ним из команды ушли и украинские легионеры Алексей Пинчук, Борис Орловский, Антон Монахов и Артём Прошенко. Марат Даудов и ещё один украинец Василий Палагнюк остались в команде.
В начале 2015 года перешёл в «Горняк-Спорт». 25 ноября того же года было объявлено о прекращении сотрудничества между игроком и клубом «Горняк-Спорт». После ухода из Горняк-Спорт Марат продолжил карьеру в клубе Горняк Кривой Рог, сыграв за них один матч, в котором он отличился голом и голевой передачей, что помогло его команде в итоге победить свой бывший клуб со счетом 3:1, Марат был заменен на 35 минуте из-за травмы приводящей мышцы. К сожалению, в оставшихся играх он участия принять не смог.
В июне 2016 года Марат подписал годовой контракт с чемпионом Армении ФК «Алашкерт», куда перебрался вместе с ещё двумя украинцами Антоном Савиным и Дмитрием Ховбошой. За новый клуб Даудов не сыграл ни одного матча ни в чемпионате, ни в еврокубках из-за организационных вопросов, и уже в августе того же года подписал контракт с историческим грандом армянского футбола — «Араратом», шедшим на последнем, 6-м, месте в армянской высшей лиге.
20 сентября 2018 года стал игроком клуба «Верес», подписавши контракт сроком на один год.

## Семья
Брат Марата, Даудов Руслан Рамазанович, также занимался футболом на профессиональном уровне.